# Русское Восточно-Азиатское общество
Русское Восточно-Азиатское общество (1899—1918) было основано в Санкт-Петербурге как первое дочернее предприятие образованной за два года до этого датской Восточно-Азиатской компании. Общество владело целой флотилией современных пароходов, которые регулярно курсировали на пассажирских линиях, возили грузы и морскую почту.

## Главная контора
В Либаве располагалась Главная контора пароходства, а в конце 1912 года там были построены дома для эмигрантов на 768 человек, в которых можно было бесплатно проживать в течение 5 дней, а в последующие дни по 25 коп. за сутки. С 2000-х годов в здании бывшей Главной конторы пароходства располагается Курземский окружной суд, а эмигрантские дома, служившие в советское время как «Школа связи ВМФ», по решению городских властей были снесены в 2016 году.

## Русско-американская линия
В 1900 году «Русское Восточно-Азиатское Oбщество» открыло регулярное пассажирское сообщение на трансатлантической «Русско-американской линии». Линию обслуживали как закупленные у Восточно-Азиатской компании пароходы: «Митава» (до 1913 года — «Бирма») (1894), «Двинск» (1897), так и специально построенные для данной линии: «Россия» (1908), «Курск» (1910), «Царь» (1912) и «Царица» (1915).
Русско-американская линия обслуживала маршруты:
- 1906—1915 Либава — Роттердам — Нью-Йорк (иногда с заходом в Копенгаген и Галифакс)
- 1912—1914 Либава — Роттердам — Галифакс — Нью-Йорк (иногда с заходом в Копенгаген)
- 1914—1917 Архангельск (лето) / Мурманск (зима) — Хаммерфест — Нью-Йорк

На линии Либава — Нью-Йорк общество перевозило до 60 тыс. пассажиров в год, билет до Нью-Йорка в первом классе стоил 170 рублей, во втором — 135, в эмигрантском — 85; за ребёнка от одного года до 12 лет плата составляла 42 рубля; за грудного ребёнка — 5 рублей.
Переход через океан длился в среднем 10—11 суток.
В 1906—1908 годах на линии Либава — Нью Йорк конкурентом «Русско-американской линии» был полугосударственный Добровольный флот, который открыл пассажирскую линию по тому же маршруту, а после ухода «Добровольного флота» основным соперником общества стало «Русское Северо-Западное Пароходство», которое доставляло пассажиров за океан через Англию в сотрудничестве с Cunard Line.
В 1915—1916 годах Верховный суд США рассматривал дела № 289 и № 332, в которых «Русско-американские линии» выступили истцом и ответчиком. В этих исках рассматривался вопрос о нарушениях антимонопольного законодательства США группой судоходных компаний которые организовали картельный сговор под руководством Альберта Баллина.
В 1921 году датская материнская компания — Восточно-Азиатская компания возродила линию под названием «Балтийско-Американская линия» (англ. «Baltic American Line») на которую поставили старые, но уже переименованные пароходы: «Estonia» (экс-«Царь»), «Polonia» (экс-«Курск»), «Lituania» (экс-«Царица»), «Latvia» (экс-«Россия»), последний работал на ней до 1923 года, когда был продан в Японию. В 1930 году линия была закрыта, а оставшиеся пароходы продали полякам для работы на их линии «Гдыня-Американская линия».

## Руссазиатик
На Дальнем Востоке «Русское Восточно-Азиатское Общество» было больше известно как «Русское Восточно-Азиатское пароходство» (Р. В. А. П.). Оно выполняло грузовые и пассажирские рейсы для КВЖД, занималось перевозкой почтовой корреспонденции в Китай и владело регулярной пассажирской линией «Руссазиатик».
Линия обслуживала маршруты:
- Владивосток — Цуруга (длительность рейса составляла 39 часов)
- Владивосток — Нагасаки — Шанхай (длительность рейса Владивосток — Нагасаки составляла 51 час).

Расписание было согласовано с расписанием поездов Транссибирской магистрали — так, например, в 1907 году пароход из Шанхая приходил во Владивосток в четверг утром, так как поезд отправлялся в тот же день вечером. Визовый режим для въезда в Японию не был обременительным для всех категорий жителей Российской империи.
Суда «Русского Восточно-Азиатского пароходства», оперировавшие на Дальнем Востоке: «Монголия» (1901), «Соперник» (1891), «Азия» (1890), «Китай» (1898), «Корея» (1899), «Петроний» (1898), «Маньчжурия» (1900).

## Флот Русского Восточно-Азиатского общества и его судьба

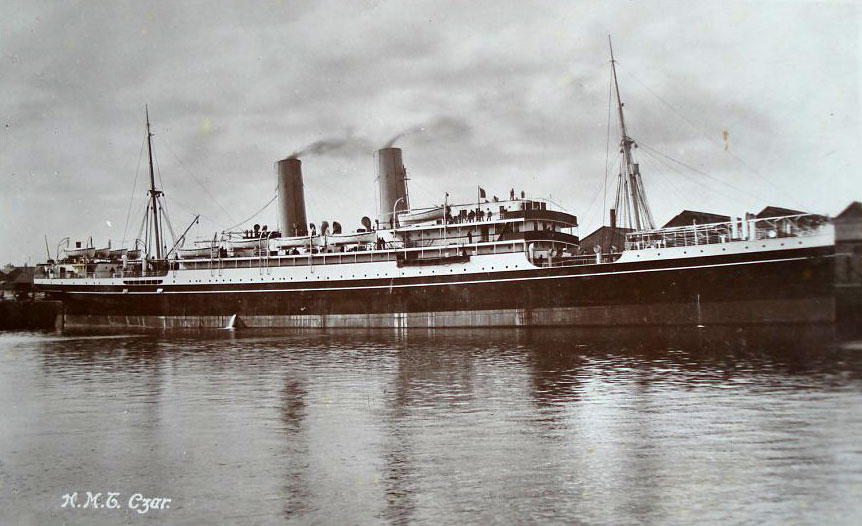
Пароход «Царь»

### Западный бассейн
- Пароход «Эстония» — 4261 брт. , построен в 1889 году на верфи Harland & Wolff в Белфасте под именем Yorkshire (первый владелец — Bibby Line[англ.]), был куплен Восточно-Азиатской компанией в 1905 году и назван Indien. В 1907 году пароход был передан Русскому Восточно-Азиатскому обществу и под именем «Эстония» стал совершать трансатлантические рейсы на линии Либава — Нью-Йорк[15]. В марте 1912 года судно было переведено на Дальний Восток. 6 января 1913 года в районе Порт-Судан на Красном море на судне начался пожар. Погасить его не удалось, и было принято решение покинуть судно. К 23 января пожар сам собой погас, но судно уже было потеряно, и его затопили, используя взрывчатку[16].

- Пароход «Бирма» — 4588 брт., построен в 1894 г. на верфи Fairfield SB & E Co в Глазго под именем Arundel Castle («Замок Арундель»), был куплен Восточно-Азиатской компанией в 1905 году, а в декабре 1907 года был передан Русскому Восточно-Азиатскому обществу и. В 1912 году пароход «Бирма» под командованием капитана Людвига Стулпинга пытался прийти на помощь тонущему Титанику[17]. В 1913 году получил имя «Митава». В 1914—1918 годах судно плавало в Юго-Восточной Азии, а в 1921 году было продано польской компании[18].

- Пароход «Двинск»[англ.] — 8301 брт., построен в 1897 г. на верфи Harland & Wolff в Белфасте под именем «Rotterdam», C.F.Tietgen (1906), был куплен обществом в 1913 году и переименован в «Двинск»[19], в 1918 году перешел под управление английской фирмы «Cunard Line» и был потоплен 18 июня 1918 года немецкой подводной лодкой SM U-151[англ.].

- Пароход "«Россия»[англ.] — 8339 брт., построен в 1908 году для рейсов на «Русско-Американской линии» на верфи Barclay, Curle & Co в Глазго. В 1914 году переименован в «Русь», а в 1920 году в «Latvia». B 1923 году был продан в Японию и там получил имя «Фусо Мару» (яп. ふさう丸). В 1944 году пароход был торпедирован USS Steelhead[англ.] и затонул в проливе Лусон.

- Пароход «Курск»[англ.] — 7869 брт., построен в 1910 году для рейсов на «Русско-Американской линии» на верфи Barclay, Curle & Co в Глазго В 1920 году переименован в «Polonia». С 1933 года плавал в Средиземном море, в 1939 году был разобран на металлолом в Савоне.

- Пароход «Царь» — 6516 брт., построен в 1912 году для рейсов на «Русско-Американской линии» на верфи Barclay, Curle & Co в Глазго. В конце 1917 года пароход был мобилизован Британским правительством для перевозки войск из США в Европу. В 1920 году возвращён Восточно-Азиатской компании, которая определила его на обслуживание Балтийско-Американской линии под новым названием «Estonia», в 1930 году продан полякам и переименован в «Pulaski», a в 1946 году получил имя «Empire Penryn». Разобран на металлолом в Блите, в феврале 1949 года.

- Пароход «Царица»[англ.] — 6598 брт., построен в 1915 году для рейсов на «Русско-Американской линии» на верфи Barclay, Curle & Co в Whiteinch (Глазго). До конца 1917 года ходил по маршруту Архангельск/Мурманск—Нью-Йорк[20]. В 1918 году пароход был мобилизован Британским правительством для перевозки войск, портом приписки стал Лондон. В 1921 году судно вернули владельцам- Восточно-Азиатской компании, которая поставила его на обслуживание Балтийско-Американской линии (Baltic American Line) под новым названием — «Lituania». В 1930 году было продано польской компании Polish Transatlantic Shipping Co. и переименовано в «Kosciuszko», в 1935 году перепродано другой польской компании, Gdynia-America Shipping Lines и переименовано в «Gdynia», в 1941 году пароход стал снова называться «Kosciuszko», а после войны достался британскому правительству и в 1947 году получил имя «Empire Helford». Разобран на металлолом в Блите[англ.] в мае 1950 года.

### Дальневосточный бассейн
- Пароход «Азия» — 2407 брт., построен в 1890 году под именем «Tabor» на верфи Aitken & Mansel в Whiteinch (Глазго) для местных владельцев. В 1908 году приобретен обществом. В 1913 году продан в Японию и переименован в «Asia Maru». Разделан на металлолом в 1931 году в Японии.

- Пароход «Соперник» — 2967 брт., построен в 1891 году под именем «Norge» на верфи Ropner в Стоктоне для норвежских владельцев. В 1907 году пароход куплен обществом и переименован в «Соперник». В 1911 году продан в Японию, где переименован в «Nio Maru», а в 1915 году еще раз переименован в «Daiyetsu Maru». На пути из Марселя был торпедирован подлодкой U-35 в районе Барселоны 24.06.1916

- Пароход «Маньчжурия» — 5710 брт., построен для общества в 1900 году на верфи Burmeister & Wain в Копенгагене. Был перехвачен 3-м боевым отрядом японского флота 27 января 1904 года при доставке из Шанхая в Порт-Артур и Владивосток боеприпасов, воздухоплавательных средств и 800 тысяч банок мясных консервов. Авизо «Тацута» отконвоировал пароход в Японию, где он получил имя «Канто Мару» (англ. «Kanto Maru») и был оборудован устройствами для постановки мин. 12 декабря 1924 года сел на мель и затонул в 30 милях от города Йокосука[21].

- Пароход «Монголия» — 2937 брт., построен для общества в 1901 году на верфи ST Triestino в Сан Марко.

## Упразднение
С началом Первой мировой войны общество утратило большую часть флота, который перешел к материнской компании — Восточно-Азиатская компания (дат. A/S Det Ostasiatiske Kompagni) или был распродан, а после революции в России, «Русское Восточно-Азиатское общество» было упразднено.